# Band of Gypsys
Albums de Jimi Hendrix
Electric Ladyland
(1968) The Cry of Love
(1971)
Band of Gypsys est un album live de Jimi Hendrix enregistré le 1er janvier 1970 au Fillmore East de New York et publié le 25 mars 1970.
Il s'agit du premier album enregistré par Hendrix sans le groupe The Jimi Hendrix Experience et du dernier paru avant sa mort. Le guitariste est accompagné du bassiste Billy Cox et du batteur Buddy Miles. Ce trio adopte une démarche musicale influencée par le rhythm and blues et le funk, avec beaucoup d'improvisation, qui constitue l'un des premiers exemples de funk rock.

## Histoire

### Contexte

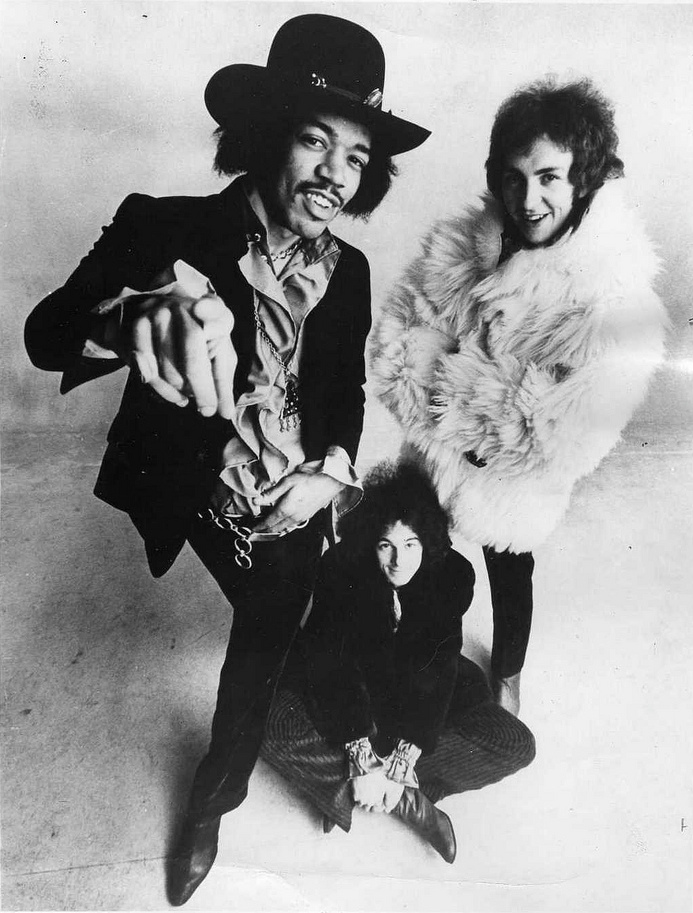
The Jimi Hendrix Experience en 1968, de gauche à droite : Jimi Hendrix, Noel Redding (assis) et Mitch Mitchell

En 1969, Jimi Hendrix est sous pression. Son imprésario Michael Jeffery et ses maisons de disques (Track Records au Royaume-Uni et Reprise Records aux États-Unis) lui réclament un nouvel album après le succès du troisième album du Jimi Hendrix Experience, Electric Ladyland, sorti en octobre de l'année précédente. En outre, il est contractuellement obligé de produire l'équivalent d'un album de nouvelles chansons pour Capitol Records à la suite d'une querelle juridique avec PPX Enterprises, la compagnie de son ancien imprésario Ed Chalpin. Musicalement, Hendrix est de moins en moins satisfait de l'Experience, en particulier du bassiste Noel Redding. Fin juin, il annonce son intention de travailler avec de nouveaux musiciens. Le lendemain, après un concert au Denver Pop Festival (en), Redding abandonne le groupe et rentre en Angleterre. C'est la fin du Jimi Hendrix Experience.
En juillet 1969, faute de nouvel album, Reprise Records en est réduit à publier une version de la compilation britannique Smash Hits comprenant quelques chansons restées inédites aux États-Unis jusque là. Pendant ce temps, Hendrix met sur pied un nouveau groupe pour quelques concerts, retenant Mitch Mitchell, le batteur de l'Experience, et faisant appel à quatre musiciens supplémentaires : le bassiste Billy Cox (un camarade de service militaire), le guitariste Larry Lee et les percussionnistes Juma Sultan (en) et Gerardo Velez (en). Cet ensemble, qui n'a pas de nom officiel, est souvent appelé « Gypsy Sun and Rainbows ». Le 18 août, lors de leur premier concert, en clôture du festival de Woodstock, Hendrix présente son groupe comme « just a band of gypsys », « rien qu'une bande de gitans ». Ils ne restent ensemble que le temps de quelques performances supplémentaires, dont un passage sur le plateau du Dick Cavett Show le 8 septembre sans Lee ni Velez, avant de se séparer.
Au mois d'octobre, Hendrix et Cox commencent à jammer et enregistrer des démos avec le batteur Buddy Miles. Ce dernier a été membre du groupe de blues rock The Electric Flag avant de mener son propre combo, le Buddy Miles Express (en). Il a déjà joué avec Hendrix sur les morceaux Rainy Day, Dream Away/Still Raining, Still Dreaming de l'album Electric Ladyland. Cox et Miles ont envie d'enregistrer un disque avec Hendrix et Michael Jeffery estime que le concert prévu au Fillmore East de New York pourrait donner lieu à un album live. Le trio se prépare en répétant aux studios Juggy Sound avant d'enregistrer des démos aux studios Record Plant. Les répétitions se poursuivent aux studios Baggy's jusqu'au 31 décembre, date de leur toute première apparition en public. Des enregistrements réalisés aux studios Baggy's sur lesquels apparaissent des versions préparatoires de certaines chansons de Band of Gypsys ont été édités en bootleg officiel en 2002 sous le titre The Baggy's Rehearsal Sessions.

### Enregistrement
Band of Gypsys provient des quatre concerts donnés par Hendrix et son groupe au Fillmore East le 31 décembre 1969 et le 1er janvier 1970, à raison de deux concerts par soirée. L'enregistrement est supervisé par Wally Heider (en), un ingénieur du son chevronné qui a travaillé sur de nombreux albums live. Ce n'est pas la première fois qu'il collabore avec Hendrix, puisqu'il s'est chargé de l'enregistrement de ses concerts de Monterey et Woodstock. L'équipement est mis en place dans l'après-midi du 31 pour que le groupe puisse procéder à la balance audio.

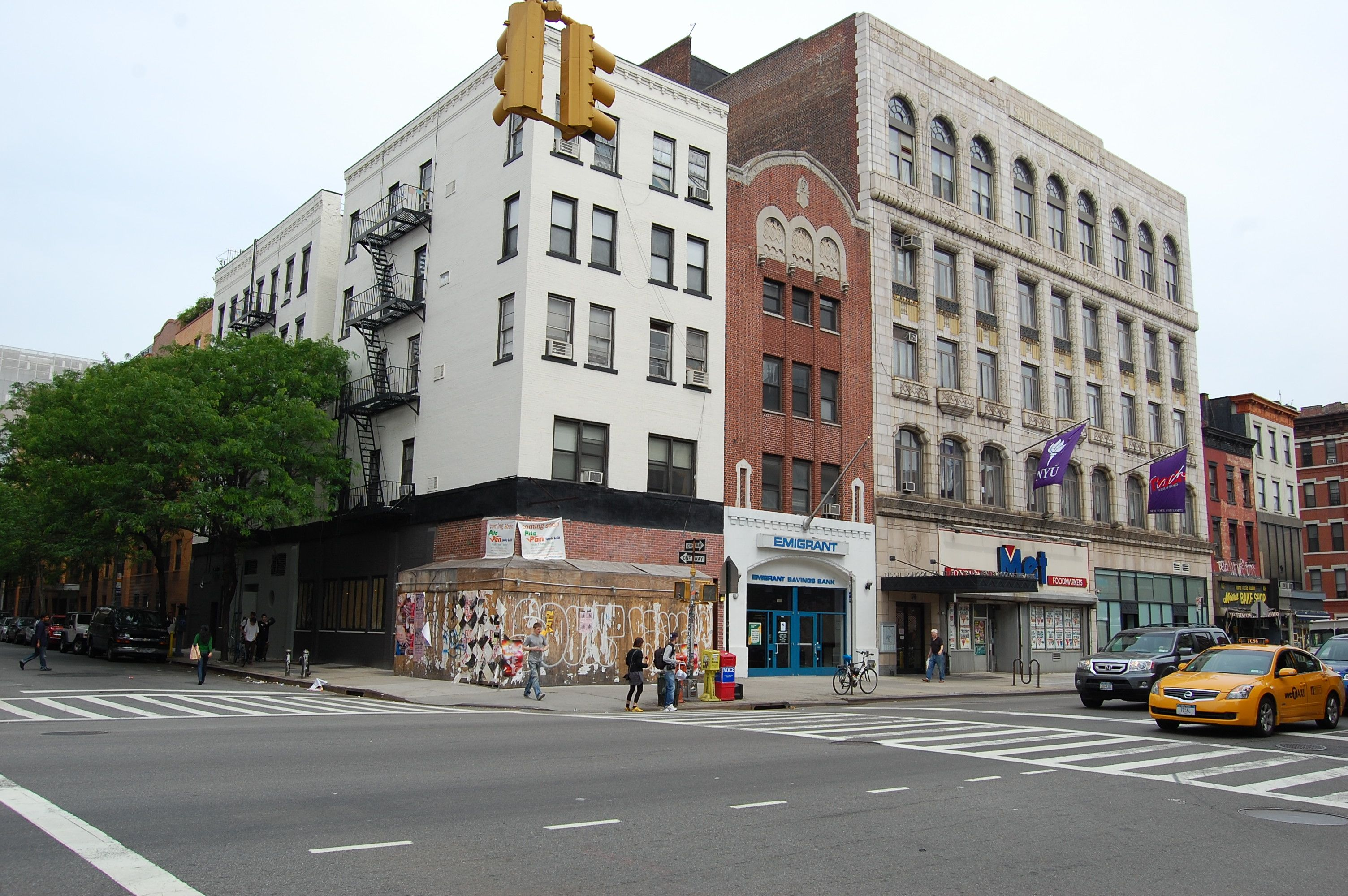
L'emplacement du Fillmore East, qui a fermé ses portes en 1971.

Les concerts sont annoncés par le promoteur Bill Graham comme des performances de « Jimi Hendrix: A Band of Gypsys ». Le grand public ignore encore les nouvelles orientations musicales suivies par le guitariste avec son nouveau groupe et son nouveau répertoire depuis la séparation de l'Experience, six mois auparavant. Comme le résume Billy Cox, « on ne savait pas à quoi s'attendre du public et le public ne savait pas à quoi s'attendre de nous ». Lors des quatre concerts, le groupe interprète en tout 47 chansons qui sont toutes enregistrées. Leur répertoire ne comprend que 24 chansons différentes, certaines ayant été jouées plusieurs fois. Les setlists ne sont pas définies à l'avance, Hendrix indiquant sur le moment à ses camarades ce qu'il compte jouer ensuite, parfois d'un simple geste de la tête ou du manche de sa guitare. Miles estime que l'improvisation est un élément clé de leur approche musicale.
Shadwick décrit le premier concert comme un simple tour de chauffe. C'est le seul où le groupe n'interprète que des chansons inédites, au nombre de onze. Des problèmes de micro perturbent l'interprétation des deux premières ; ils se répètent au début du deuxième concert. Hendrix éprouve également des difficultés avec sa guitare. Il utilise beaucoup le vibrato de sa Stratocaster, ce qui cause une tension accrue aux cordes et le force à corriger régulièrement leur hauteur en plein milieu des chansons. Pendant le deuxième concert, il intègre quatre chansons de l'Experience à la setlist : Stone Free, Foxy Lady, Voodoo Child (Slight Return) et Purple Haze.
Lors des troisième et quatrième concert, le groupe interprète un mélange d'anciennes et de nouvelles compositions. Le comportement de Hendrix change du tout au tout : il est beaucoup plus calme lors de la deuxième soirée et ne s'agite qu'au moment des derniers rappels, lorsqu'il reprend ses classiques Wild Thing, Hey Joe et Purple Haze,. Bill Graham affirme dans son autobiographie et dans plusieurs entretiens que c'est en aiguillonnant le guitariste qu'il l'aurait incité à se concentrer sur son jeu, mais il semble confondre les dates. McDermott estime que Hendrix cherche à offrir une prestation de qualité pour régler une bonne fois pour toutes la querelle juridique qui l'oppose à Ed Chalpin,. Les six chansons retenues pour l'album Band of Gypsys proviennent toutes de ces deux concerts.

### Sélection et mixage
Le 12 janvier 1970, Hendrix commence à choisir les chansons devant figurer sur l'album avec l'aide de l'ingénieur du son Eddie Kramer aux studios Juggy Sound de New York. Ni Cox, ni Miles ne participent à la sélection. En écartant les chansons de l'Experience et les reprises, treize nouvelles compositions sont disponibles. Kramer et Hendrix retiennent Machine Gun, Earth Blues, Burning Desire, Ezy Ryder, Who Knows et Hear My Train A Comin'. Le guitariste décide rapidement d'inclure deux chansons de Buddy Miles, Changes et We Gotta Live Together. Il sélectionne également Power of Soul et Message to Love, deux chansons dont les versions studio (éditées ultérieurement sur les albums South Saturn Delta et West Coast Seattle Boy: The Jimi Hendrix Anthology) sont envisagées pour un single. Les chansons présentant des problèmes d'enregistrement et celles que Hendrix souhaite retravailler ultérieurement en studio sont laissées de côté. Des versions studio de Izabella et Stepping Stone sortent en 45 tours au mois de mars, tandis que Ezy Rider et Earth Blues voient le jour durant le projet d'album First Rays of the New Rising Sun que le guitariste ne pourra terminer avant sa mort (l'album en question ne sortira qu'en 1997), et se retrouvent ainsi sur ses premiers albums posthumes compilés par Michael Jeffery,.
Au 21 janvier, la liste des chansons prévues à l'inclusion sur l'album s'est réduite à Message to Love du quatrième concert, Hear My Train A Comin' du troisième, Power of Soul du troisième et du quatrième, et les quatre versions de Machine Gun. Hendrix et Kramer commencent le mixage des enregistrements multipiste. L'ingénieur du son se souvient par la suite avoir dû couper une bonne partie des improvisations de Buddy Miles à la demande de Hendrix. We Gotta Live Together passe ainsi de quinze à cinq minutes de long (celui-ci était couplé avec Voodoo Child (Slight Return) dont on entend la fin en ouverture de chanson) et Changes subit le même traitement. Après plusieurs séances de travail supplémentaires, le mixage et montage des chansons pour l'album est terminée le 17 février. Mécontent du mastering de Electric Ladyland, Hendrix préfère faire appel à son propre ingénieur du son, Bob Ludwig, pour superviser cette dernière étape, qui est achevée le 19 février. L'album final comprend deux chansons du troisième concert et quatre du dernier.

### Parution et accueil
Le 25 février, Michael Jeffery remet les bandes de Band of Gypsys aux cadres de Capitol Records à Los Angeles. La maison de disques s'empresse de publier l'album, qui sort un mois plus tard, le 25 mars. Il fait son entrée dans le classement des meilleures ventes établi par le magazine Billboard en dix-huitième position et y reste pendant 61 semaines, avec un pic à la cinquième place. À la mort de Hendrix, Band of Gypsys est son album le mieux vendu aux États-Unis depuis Are You Experienced. Les tracasseries juridiques avec Ed Chalpin retardent de deux mois sa sortie au Royaume-Uni. Track Records finit par le publier le 12 juin et il ne tarde pas à apparaître dans le classement des meilleures ventes britanniques, où il reste 30 semaines avec un pic à la sixième place.
Band of Gypsys est généralement considéré comme le moins important des quatre albums de Jimi Hendrix parus avant sa mort. Les critiques estiment qu'il manque de puissance comparé aux albums avec l'Experience. Dans sa critique pour le magazine américain Rolling Stone, Gary von Tersch juge qu'il est handicapé par la qualité médiocre de l'enregistrement des parties vocales, ainsi que par le jeu de batterie de Buddy Miles, tout en saluant la virtuosité de Hendrix à la guitare. Les critiques rétrospectives sont divisées. D'après Sean Westergaard pour le site AllMusic, Band of Gypsys est l'un des meilleurs albums live de tous les temps. En revanche, Robert Christgau le trouve surestimé, le décrivant comme un album de rock live correct, mais loin d'être exceptionnel dans la discographie de Hendrix.
Il reçoit le Grammy Hall of Fame Award en 2018.

### Postérité
À la sortie de l'album, le trio qui l'a enregistré n'existe déjà plus. Leur premier concert après le Fillmore East, le 28 janvier au Madison Square Garden, est aussi leur dernier. Ils quittent rapidement la scène après avoir péniblement interprété Who Knows et Earth Blues. Miles est immédiatement renvoyé par Jeffery, qui semble avoir profité de cette occasion pour mettre un terme à un groupe qu'il n'appréciait pas.
Deux semaines après la sortie de l'album, Reprise Records publie un 45 tours reprenant des versions de Stepping Stone et Izabella enregistrées en studio par le trio. Cependant, Hendrix n'est pas satisfait du mixage de ces chansons et le single est retiré de la circulation sans avoir eu le temps d'entrer au hit-parade. Trois autres chansons enregistrées avec Cox et Miles ont paru sur les premiers albums posthumes du guitariste, The Cry of Love et Rainbow Bridge, tous deux remplacés en 1997 par l'album First Rays of the New Rising Sun. D'autres enregistrements du trio apparaitront sur de nombreux albums posthumes.
Des années après la mort de Jimi, plusieurs albums posthumes de Hendrix reprennent des enregistrements effectués lors des concerts au Fillmore East :
- Band of Gypsys 2 (1986) ne comporte qu'une face avec trois chansons : Hear My Train A Comin' (inédit) du premier concert et Foxy Lady et la reprise Stop de Mort Shuman du troisième. La seconde face provient d'un autre concert ce qui provoque une controverse (ce qui n'est pas nouveau pour le producteur Alan Douglas qui est chargé de la discographie du guitariste depuis 1974) et le disque est vite retiré. Par la suite, les trois chansons citées seront incluses en tant que titres bonus sur la réédition CD de l'album Band of Gypsys en 1991. En 1997, ces chansons disparaitront de l'album Band of Gypsys lors de sa réédition, mais referont leur apparition en 1999 dans l'album Live at the Fillmore East.
- Le double album Live at the Fillmore East (1999) reprend une sélection de chansons des quatre concerts, sans redondance avec Band of Gypsys. Il comporte les trois chansons issues du controversé Band of Gypsys 2.
- Le coffret West Coast Seattle Boy: The Jimi Hendrix Anthology (2010) inclut Fire, Foxy Lady et Stone Free du deuxième concert.
- Songs for Groovy Children: The Fillmore East Concerts (2019) reprend l'intégralité des quatre concerts (comprenant ainsi les versions complètes des chansons de Band of Gypsys). Il comporte l'album Machine Gun: The Fillmore East First Show paru trois ans plus tôt qui reprend l'intégralité du premier concert.

## Caractéristiques artistiques

### Paroles et musique
Le Band of Gypsys étant un nouveau groupe, il doit se bâtir un répertoire. Plusieurs chansons amorcées par Hendrix avec l'Experience et le Gypsy Suns and Rainbows sont développées par le nouveau trio, parmi lesquelles Lover Man, Hear My Train A Comin', Izabella, Machine Gun, Bleeding Heart, Stepping Stone et Message to Love. Trois titres chantés par Buddy Miles sont également intégrés au répertoire : deux sont des compositions du batteur, Changes et We Gotta Live Together, tandis que le troisième, Stop, est une reprise d'une composition de Jerry Ragovoy et Mort Shuman créée par Howard Tate en 1968. Hendrix apporte également quelques nouvelles chansons comme Power of Soul, Ezy Rider, Earth Blues et Burning Desire, ainsi que le riff de Who Knows. Ces nouvelles chansons illustrent l'évolution créative du guitariste, dont les paroles se font plus introspectives et la musique davantage influencée par le rhythm and blues et le funk.
Les arrangements de ces chansons sont développés lors de longues séances d'improvisation où Cox et Miles influencent les idées de Hendrix. Le bassiste explique que leur méthode consiste à développer des motifs rythmiques qui déterminent la nature de la section de la chanson où ils apparaissent. Le producteur Alan Douglas, qui assiste à une jam du trio aux studios Record Plant, juge cette méthode inefficace, mais Shadwick considère que les limitations musicales de la section rythmique ne leur laissent pas d'autre choix. Le journaliste Charles Shaar Murray considère que le jeu de basse funky et carré de Cox apporte à la musique de Hendrix une base plus stable que celui, plus exubérant et psychédélique, de son prédécesseur Noel Redding. De la même manière, la batterie de Miles apporte une fondation rythmique solide à la musique du trio, même si le batteur de Soft Machine Robert Wyatt décrit son jeu comme « plaisamment désordonné » et le compare défavorablement aux batteurs plus réguliers de la Stax.
L'approche improvisationnelle teintée de rhythm and blues et de funk transparaît dans Who Knows, la première chanson des deuxième et troisième concert, qui ouvre aussi l'album. Plutôt qu'une chanson à proprement parler, il s'agit plutôt d'une jam à la structure lâche, comme l'admet Hendrix lui-même lorsqu'il s'adresse au public lors du deuxième concert. Elle est construite autour d'un riff de guitare encadré par une ligne de basse régulière et un rythme de batterie tout aussi régulier. Entre les passages chantés, Hendrix expérimente divers tons et effets sur sa guitare à l'aide de plusieurs pédales d'effet : UniVibe, Octavia, Fuzz Face et wah-wah.
De même, la composition We Gotta Live Together, créditée à Buddy Miles, est prétexte à jammer. Elle forme la deuxième partie d'un medley avec Voodoo Child (Slight Return). Avant les concerts du Fillmore East, le trio ne l'a interprétée qu'une seule fois lors des répétitions aux studios Baggy's. Dans sa version complète, elle comprend une longue section chantée d'inspiration soul où Miles interagit avec le public en mode question-réponse. Cette section est excisée de la version figurant sur l'album. Hendrix et Cox accompagnent Miles en jouant des lignes funk avant un solo de guitare utilisant les nouvelles combinaisons d'effets développées par Hendrix.
L'autre chanson créditée à Miles, Changes, est davantage développée et structurée. À l'exception de ses improvisations vocales, les quatre versions interprétées lors des concerts au Fillmore East sont très similaires les unes aux autres. Sans ces passages, Changes est une chanson de soul plutôt simple, et elle se classe dans les hit-parades soul et pop du magazine Billboard lorsque Miles la réenregistre après la mort de Hendrix sous le titre Them Changes.
Power of Soul et Message to Love, toutes deux écrites par Hendrix, sont elles aussi des chansons structurées qui s'inscrivent dans le nouveau mélange de funk, de rhythm and blues et de rock développé par le guitariste à qui Cox et Miles fournissent une base rythmique solide. Le trompettiste Miles Davis et son guitariste Jean-Paul Bourelly considèrent qu'ils sont les meilleurs accompagnateurs possibles pour Hendrix, dont les expérimentations psychédéliques prennent encore plus de relief en contraste avec leur régularité,. Ces deux chansons sont également travaillées en studio et mixés en août 1970 dans le tout nouveau studio de Hendrix Electric Lady lors des sessions First Rays of the New Rising Sun. Non gardées pour l'album homonyme en 1997, elle paraitront par la suite dans les albums posthumes du guitariste (Power of Soul dans South Saturn Delta en 1997 et Message to Love dans West Coast Seattle Boy en 2010).
Généralement considérée comme la meilleure chanson de l'album, Machine Gun est une autre composition soigneusement travaillée par Hendrix,,. Au moment des concerts du Fillmore, c'est devenu le prétexte à une longue improvisation à la guitare, dont l'approche s'inspire du saxophoniste de jazz John Coltrane. C'est également une chanson engagée dont les paroles fustigent aussi bien l'implication américaine dans la guerre du Viêt Nam que les émeutes raciales qui frappent le pays à la même époque.

### Pochette et photographie
Pour la pochette de l'album, Capitol utilise une photo granuleuse de Hendrix prise lors des concerts au Fillmore East. Le guitariste, penché sur son instrument, est éclairé par les lumières psychédéliques conçues par Joshua White (en). Track Records opte pour une pochette différente : une photo de quatre pantins posés devant une plaque de tôle ondulée. Ces pantins sont des caricatures de Hendrix, Bob Dylan, Brian Jones et John Peel. C'est une sélection étrange, car aucune de ces personnalités n'a de lien avec le Band of Gypsys. Hendrix admire Dylan et reprend plusieurs de ses chansons ; Jones, mort l'année précédente, a participé à l'enregistrement d'une de ces reprises, All Along the Watchtower. Quant au DJ John Peel, il a invité l'Experience à plusieurs reprises dans son émission de radio sur la BBC. Les réactions négatives que suscite cette pochette poussent rapidement Track à la remplacer par une photo de Hendrix prise lors du festival de l'île de Wight en août 1970.

## Fiche technique

### Chansons

#### Album original
Toutes les chansons sont écrites et composées par Jimi Hendrix, sauf mention contraire.
| 1. | Who Knows   |  | Jimi Hendrix, Buddy Miles | 9:32  |
| 2. | Machine Gun |  | Jimi Hendrix              | 12:33 |

| 3. | Changes                                   | Buddy Miles | Buddy Miles                          | 5:10 |
| 4. | Power of Soul (crédité Power to Love)     |             | Jimi Hendrix, Buddy Miles            | 6:53 |
| 5. | Message to Love (crédité Message of Love) |             | Jimi Hendrix                         | 5:22 |
| 6. | We Gotta Live Together                    | Buddy Miles | Jimi Hendrix, Buddy Miles, Billy Cox | 5:46 |

Sur le pressage original de l'album, les quatrième et cinquième chansons portent les titres Power to Love et Message of Love. En revanche, les versions publiées par Track et Barclay, entre autres, les intitulent Power of Soul et Message to Love, qui sont les titres les plus souvent utilisés dans les rééditions ultérieures et dans la bibliographie. Hendrix a pour habitude de donner des titres alternatifs à ses compositions : pendant les concerts du Fillmore, il présente Power of Soul sous les noms de Crash Landing et Paper Airplanes.

#### Titres bonus
La réédition de Band of Gypsys au format CD éditée en Europe et au Japon par Polydor en 1991 inclut trois chansons supplémentaires. Elles correspondent à la première face de l'album Band of Gypsys 2, publié aux États-Unis par Capitol en 1986. Lorsque Capitol réédite Band of Gypsys au format CD aux États-Unis, en 1997, ces trois chansons ne sont pas incluses. En revanche, elles sont publiées en 1999 dans l'album Live at the Fillmore East.
| No | Titre                  | Auteur                     | Chant        | Durée |
| -- | ---------------------- | -------------------------- | ------------ | ----- |
| 7. | Hear My Train A Comin' |                            | Jimi Hendrix | 9:02  |
| 8. | Foxy Lady              |                            | Jimi Hendrix | 6:33  |
| 9. | Stop                   | Jerry Ragovoy, Mort Shuman | Buddy Miles  | 4:47  |

### Musiciens
- Jimi Hendrix : guitare électrique, chant
- Buddy Miles : batterie, chant
- Billy Cox : basse, chant

### Équipe de production
- Jimi Hendrix : production, livret
- Wally Heider (en) : ingénieur du son (concerts)
- Eddie Kramer : ingénieur du son (studio)
- Bob Ludwig : ingénieur du son (mastering)
- Victor Kahn : conception de la pochette
- Jan Blom : photographie

### Classements et certifications

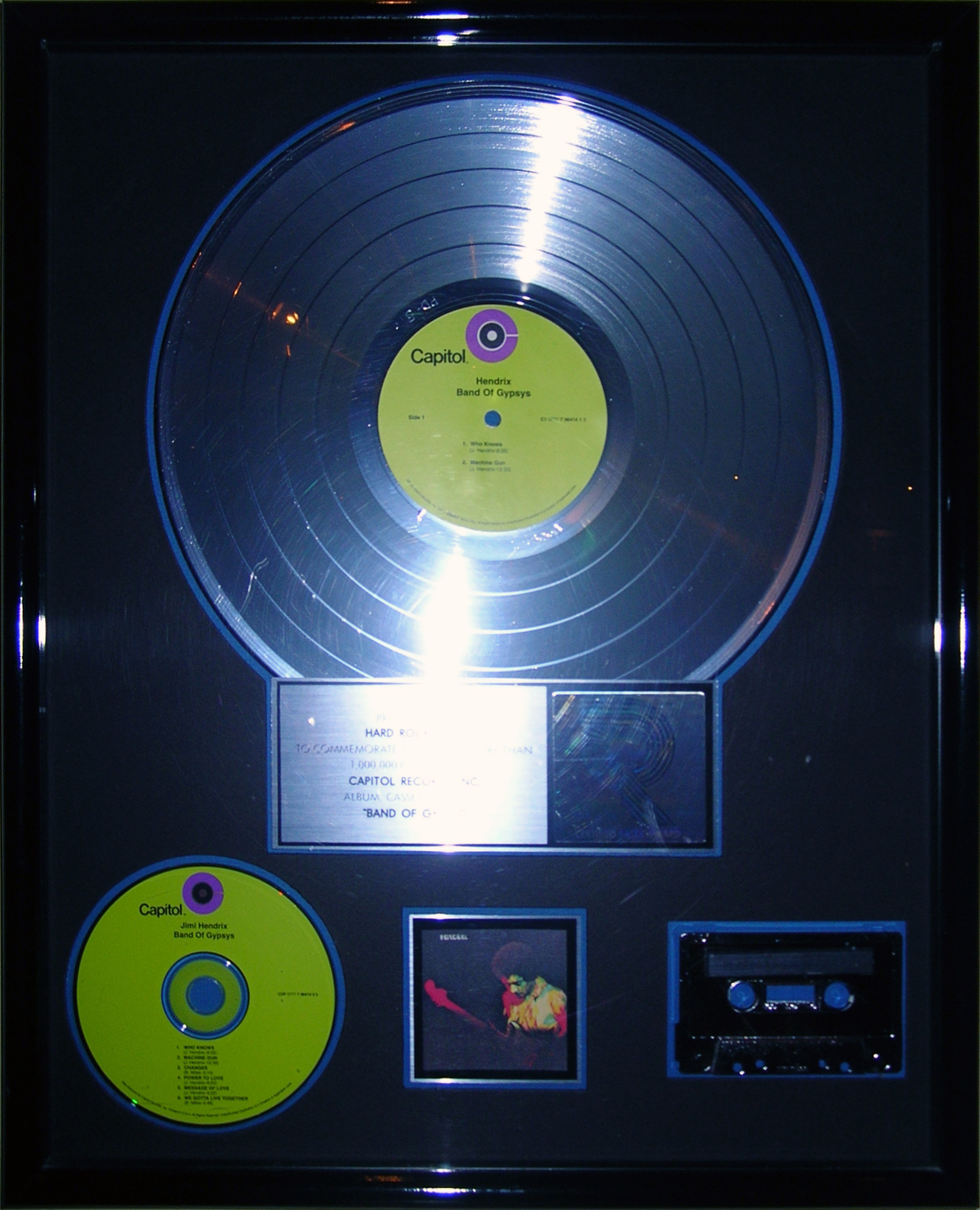
Le disque de platine de Band of Gypsys, certifiant un million d'exemplaires vendus aux États-Unis, est exposé au Hard Rock Cafe de Los Angeles.

| Classement                        | Meilleure place |
| --------------------------------- | --------------- |
| Allemagne (GfK Entertainment)     | 15              |
| États-Unis (Billboard 200)        | 5               |
| États-Unis (Billboard R&B Albums) | 14              |
| Norvège (VG-lista)                | 9               |
| Royaume-Uni (UK Albums Chart)     | 6               |

| Pays              | Certification | Date            | Ventes certifiées |
| ----------------- | ------------- | --------------- | ----------------- |
| États-Unis (RIAA) | 2 × Platine   | 16 janvier 1998 | 2 000 000         |